# Nadleśnictwo Bystrzyca Kłodzka
Nadleśnictwo Bystrzyca Kłodzka – jednostka organizacyjna Lasów Państwowych podległa Regionalnej Dyrekcji Lasów Państwowych we Wrocławiu. Siedziba nadleśnictwa znajduje się w Bystrzycy Kłodzkiej, w powiecie kłodzkim, w województwie dolnośląskim.
Nadleśnictwo obejmuje część powiatu kłodzkiego.

## Historia
W czasach niemieckich tutejsze lasy były własnością zarówno państwową, jak i prywatną oraz samorządową. Problemem odziedziczonym przez polskie władze leśne było stosowanie przez Niemców w XIX i I poł. XX w. teorii renty gruntowej. Zgodnie z jej założeniami lasy mieszane były zupełnie wyrębywane, a w ich miejsce nasadzano monokultury świerkowe, często obcego pochodzenia. Problemy typowe dla drzewostanów jednogatunkowych ujawniły się już w latach 20. XX w..
W 1945 powstały nadleśnictwa Bystrzyca Kłodzka, Pokrzywno, Kłodzko i Międzygórze. W 1946 mianowano pierwszego nadleśniczego Nadleśnictwa Bystrzyca Kłodzka, którym został absolwent Politechniki Lwowskiej inż. Julian Kupczyński. Do 1973 dokonano przyłączeń nadleśnictw Pokrzywno, Kłodzko i Międzygórze do nadleśnictwa Bystrzyca Kłodzka.
W 2011 nadleśnictwo przeniosło się do nowej siedziby.

## Ochrona przyrody
Na terenie nadleśnictwa brak jest rezerwatów przyrody.

## Drzewostany
Typy siedliskowe lasów nadleśnictwa (z ich udziałem procentowym):
- las mieszany 68%
- bór mieszany 28%
- bór 3%
- łęg 1%

Gatunki lasotwórcze lasów nadleśnictwa (z ich procentowym udziałem powierzchniowym):
- świerk 83%
- buk 7%
- sosna 2%
- brzoza 2%
- dąb 1%
- modrzew 1%
- inne 3%

Przeciętna zasobność drzewostanów nadleśnictwa wynosi ponad 374 m³/ha, a przeciętny wiek 72 lata.